# Episodi di Les Mystères de l'amour (ventiseiesima stagione)
La ventiseiesima stagione della serie televisiva Les Mystères de l'amour è andata in onda in Francia dal 16 maggio  al 9 ottobre 2021 sul canale Telemontecarlo.
In Italia è inedita.
| nº | Titolo originale            | Titolo italiano | Prima TV Francia  | Prima TV Italia |
| -- | --------------------------- | --------------- | ----------------- | --------------- |
| 1  | Amoureux surprise           |                 | 16 maggio 2021    |                 |
| 2  | Effondrement                |                 | 22 maggio 2021    |                 |
| 3  | Départ et retour            |                 | 23 maggio 2021    |                 |
| 4  | Accidents de parcours       |                 | 29 maggio 2021    |                 |
| 5  | Amour et poésie             |                 | 30 maggio 2021    |                 |
| 6  | Désirs d'enfants            |                 | 5 giugno 2021     |                 |
| 7  | En plein ciel               |                 | 12 giugno 2021    |                 |
| 8  | Soulagements                |                 | 13 giugno 2021    |                 |
| 9  | Retour inattendu            |                 | 19 giugno 2021    |                 |
| 10 | Une amie fidèle             |                 | 20 giugno 2021    |                 |
| 11 | Souvenirs du temps passé    |                 | 26 giugno 2021    |                 |
| 12 | Au point de départ          |                 | 27 giugno 2021    |                 |
| 13 | Amoureusement vôtre         |                 | 22 agosto 2021    |                 |
| 14 | Les flammes de la passion   |                 | 28 agosto 2021    |                 |
| 15 | Réincarnation               |                 | 29 agosto 2021    |                 |
| 16 | Et même si j’ai de la peine |                 | 4 settembre 2021  |                 |
| 17 | Arrestation surprise        |                 | 5 settembre 2021  |                 |
| 18 | Sourires et trahisons       |                 | 11 settembre 2021 |                 |
| 19 | Fausses pistes              |                 | 12 settembre 2021 |                 |
| 20 | Frère de sang               |                 | 18 settembre 2021 |                 |
| 21 | Otages en série             |                 | 19 settembre 2021 |                 |
| 22 | Fin de carrière             |                 | 25 settembre 2021 |                 |
| 23 | Comédie comédies            |                 | 26 settembre 2021 |                 |
| 24 | Binaire et non binaire      |                 | 2 ottobre 2021    |                 |
| 25 | Répétitions                 |                 | 3 ottobre 2021    |                 |
| 26 | Point de départ             |                 | 9 ottobre 2021    |                 |